# Shouzou Kaga
Shouzou Kaga (加賀昭三, Kaga Shōzō), né en 1955, est un designer japonais de jeux vidéo et un auteur de scénarios, principalement connu pour être le créateur de la série de jeux de rôle tactiques Fire Emblem. 

## Biographie
Au cours de sa carrière à Intelligent Systems, il a été à la tête du développement de la série de ses débuts en 1990 jusqu'à l'épisode Thracia 776, et a également contribué de manière conséquente à l'écriture de ces premiers opus. Ainsi, son influence se fait ressentir tant sur le plan du gameplay que de la narration, une caractéristique commune à l'ensemble des jeux qu'il a dirigés.
Après son départ d'Intelligent Systems en août 1999, quelques semaines avant la sortie de Thracia 776, il fonde le studio indépendant Tirnanog et développe le jeu Tear Ring Saga, un RPG tactique fortement inspiré par Fire Emblem et initialement dénommé Emblem Saga. En 2001, la société fait l'objet de poursuites judiciaires de la part de Nintendo, lui reprochant la violation des droits de propriété intellectuelle au regard de la série Fire Emblem. Si Kaga obtient de la justice que les similitudes évidentes de gameplay ne soient pas retenues comme des infractions au droit d'auteur, Tirnanog sera toutefois condamné pour l'utilisation du nom provisoire Emblem Saga et avoir suggéré dans sa communication commerciale que le jeu était une entrée officielle de la série Fire Emblem.
Plus tard, Tirnanog développe la suite de Tear Ring Saga, Berwick Saga, sortie en 2005. Après quoi, Kaga prend une pause dans la conception de jeux vidéo jusqu'à la sortie du premier épisode de Vestaria Saga en 2016, marquant la naissance d'une nouvelle série de RPG tactiques dont le deuxième opus sort en 2019.

## Ludographie
| Année | Titre                                             | Plateforme                  | Rôle                                 |
| ----- | ------------------------------------------------- | --------------------------- | ------------------------------------ |
| 1990  | Fire Emblem: Shadow Dragon & the Blade of Light   | Famicom                     | Game designer, scénariste            |
| 1992  | Fire Emblem Gaiden                                | Famicom                     | Directeur, game designer, scénariste |
| 1994  | Fire Emblem: Mystery of the Emblem                | Super Famicom               | Directeur, game designer, scénariste |
| 1996  | Fire Emblem: Genealogy of the Holy War            | Super Famicom               | Directeur, game designer, scénariste |
| 1997  | BS Fire Emblem Akaneia Senki                      | Super Famicom (Satellaview) | Directeur, game designer, scénariste |
| 1998  | Super Famicom Wars                                | Super Famicom               | Game designer                        |
| 1998  | Fire Emblem: Ankoku no Miko (annulé)              | Nintendo 64 (64DD)          | Game designer, scénariste            |
| 1999  | Fire Emblem: Thracia 776                          | Super Famicom               | Game designer, scénariste            |
| 2000  | Trade & Battle: Card Hero (en)                    | Game Boy Color              | Conseiller                           |
| 2001  | Tear Ring Saga                                    | PlayStation                 | Game designer, scénariste            |
| 2005  | Berwick Saga                                      | PlayStation 2               | Game designer, scénariste            |
| 2016  | Vestaria Saga I: War of the Scions                | PC (Windows)                | Game designer, scénariste            |
| 2019  | Vestaria Saga II: The Sacred Sword of Silvanister | PC (Windows)                | Game designer, scénariste            |